# 99 km
99 km (ros. 99 км) – przystanek kolejowy pomiędzy miejscowościami Sotnikowo i Tubolcy, w rejonie poczepskim, w obwodzie briańskim, w Rosji. Położony jest na linii Briańsk - Homel.